# Данморский ананас
Данморский ананас (англ. Dunmore Pineapple) — парковый павильон-оранжерея с каменным куполом в форме ананаса, расположенный в Шотландии в парке загородной усадьбы графов Данмор.

## История и описание
Усадьба Данморов включает в себя главный дом (Данмор-хаус) и окружающий его парк (Данмор-парк) с различными постройками, включая две оранжереи. 
Оранжерея, ставшая известной, как Данморский ананас, была построена в 1761 году по заказу хозяина поместья Джона Мюррея, 4-го графа Данмора. Павильон имел утилитарное назначение и использовался для выращивания фруктов, в частности, ананасов. Нужную температуру в оранжерее обеспечивало печное отопление со сложной системой дымоходов, по которым циркулировал тёплый воздух. В конечном итоге, дым выходил через четыре трубы на крыше здания, стилизованные под вазоны. Кроме собственно оранжереи, в павильоне располагались квартиры, где жили садовники, которые были обязаны топить печи и следить за растениями.
Фасады оранжереи выполнены из серого камня и почти лишены отделки. На их фоне выделяются: главный вход, решённый в виде палладианского портика с четырьмя тосканскими колоннами, четыре вазона-трубы на крыше, но главным образом — купол над центральной частью здания в форме гигантского ананаса на стебле. Ананас имеет высоту около 14 метров. Несмотря на нетрадиционный вид здания, в нём соблюдены пропорции, характерные для классицизма. Так, высота здания, от уровня земли до верха ананаса, составляет примерно половину его длины. Высота ананаса приблизительно равняется высоте портика. Архитектор здания неизвестен, однако не исключается авторство Чэмберса. 
Поместье оставалось в собственности Данморов до 1970 года. Предполагается, что в 1803 году, по случаю свадьбы Джорджа Мюррея, 5-го графа Данмора, с леди Сьюзен Дуглас-Гамильтон, дочерью 9-го герцога Гамильтона, на портик под ананасом был добавлен небольшой барельеф с изображением сердца и подписью «Fidelis in Adversis». 
В 1970 году усадьба Данморов была распродана по частям. Часть, включающая Данморский ананас и 6,5 гектаров садов и леса, была выкуплена, и в 1974 году подарена Национальному фонду Шотландии.